# Glòria Sabaté i Marín
Glòria Sabaté i Marín (Barcelona, 1985) és una filòloga catalana, novel·lista, professora de la Facultat de Filologia i Comunicació de la Universitat de Barcelona i investigadora especialitzada en l'edat mitjana i autora de diversos estudis acadèmics sobre literatura medieval.
Sabaté es va llicenciar en filologia catalana a la Universitat de Barcelona, on també va realitzar el doctorat seguint cursos de filologia catalana i literatura catalana medieval. La seva tesi doctoral du per títol «Aquells qui ho voldran saber, lligen ...»: Llibres i lectors a la Barcelona del segle XV, s'hi plantejava quin era, més enllà de la cort, el públic lector de Barcelona del segle xv, a quin estat social pertanyia, quins interessos tenia, d’on obtenia els llibres, quin ús en feia, etc. A més, va estudiar filologia àrab (UB), el màster «Història de la Ciència: Ciència, Història, i Societat» (UB/UAB), i el màster «Cultures Medievals» (UB). Des del 2016, compagina la feina més acadèmica amb l'escriptura de novel·les. L’any 2020 va publicar El vel de la Deessa, obra amb la qual va guanyar el premi Nèstor Luján de novel·la històrica.

## Llibres publicats
- La filla de Lilith – Ediciones B (2016)
- El vel de la deessa – Columna Edicions (2020)
- La marca del lleó – Fanbooks (2020)
- Bruixes – Bindi Books (2021)

## Articles destacats
- Sabaté, Glòria; Soriano Robles, L. (2015). La cavalleria a la Corona d'Aragó. Tractats teòrico-jurídics de producció pròpia. eHumanista. Journal of Iberian Studies, 31, pp. 154 - 170. {{format ref}} http://www.ehumanista.ucsb.edu/. ISSN: 1540-5877
- Glòria Sabaté (2019). Més enllà de la cort: els lectors potencials del Curial e Güelfa. Edicions de la Universitat d'Alacant. ISBN 978-84-09-08273-5.